# Montecarotto
Montecarotto là một đô thị ở tỉnh Ancona trong vùng Marche, nằm cách 40 km về phía tây của Ancona. Tại thời điểm ngày 31 tháng 12 năm 2004, đô thị này có dân số 2.163 và diện tích là 24,1 km².
Montecarotto giáp các đô thị sau: Arcevia, Belvedere Ostrense, Ostra, Ostra Vetere, Poggio San Marcello, Rosora, Serra de' Conti.